# Maui Challenger
Il Maui Challenger è stato un torneo professionistico di tennis giocato su campi in cemento. Si è disputata la sola edizione del 2006 e faceva parte dell'ATP Challenger Series. Si è giocato nell'isola hawaiiana di Maui negli Stati Uniti. In seguito si sarebbe tenuto a Maui il Tennis Championships of Maui, un altro Challenger la cui ultima edizione fu disputata nel 2017.

## Albo d'oro

### Singolare
| Anno | Campione        | Finalista   | Punteggio |
| ---- | --------------- | ----------- | --------- |
| 2006 | Michael Russell | Sam Warburg | 6–1, 6–0  |

### Doppio
| Anno | Campioni                | Finalisti                        | Punteggio |
| ---- | ----------------------- | -------------------------------- | --------- |
| 2006 | Rajeev Ram Brian Wilson | Rodrigo-Antonio Grilli Chris Lam | 6–3, 6–2  |